# 館山藩
館山藩（たてやまはん）は、安房国に存在した藩。藩庁は館山城・館山陣屋（現在の千葉県館山市城山）に置かれた。江戸時代初期、戦国大名を出自とする里見家を藩主として安房一国を統治していた時期と、江戸時代後期に稲葉家を藩主とする譜代の小藩であった時期の2つに分かれる。
本記事では廃藩後に設置された館山県（たてやまけん）についても言及する。

## 歴史

### 里見家時代
戦国時代、安房国から勃興した里見氏は上総国に勢力を広げ、後北条氏と関東の覇権をめぐって争った。館山城の築城年代については諸説あるが、岡本城を居城としていた里見義頼が天正8年（1580年）頃に築城して城番を置き、義頼の後を継いだ義康が天正16年（1588年）から天正18年（1590年）にかけて改修したとされる。
天正18年（1590年）、義康は小田原征伐の際に惣無事令に反して独自の制札を発したことから豊臣秀吉の不興を買った。上総国は没収されて安房一国のみが安堵され、里見家は豊臣政権下の大名として位置づけられる。義康は居城を館山城に移し、9万2000石の所領を治めることとなった。慶長5年（1600年）の関ヶ原の戦いにおいて義康は東軍に与して宇都宮城の守備にあたり、戦後これが功績とされて常陸国鹿島郡に3万石を与えられ、都合12万2000石の大名となった。また、義康の弟の里見忠重も上野国板鼻藩1万石の大名に取り立てられている。
義康は館山城の改修と城下町の整備を進めた（館山町を参照）。鹿島郡の領民が普請したとされる堀が「鹿島堀」の名で残っている。慶長8年（1603年）に義康は31歳で死去し、後を子の里見忠義が継いだ。しかし忠義は大久保忠隣の孫娘を妻としていたため、慶長19年（1614年）の忠隣改易に連座して改易された。なおこれより先、叔父の忠重も改易されている。忠義は伯耆国倉吉藩に移されたが、実際には流刑に等しいものであったという。館山藩は廃藩となり、館山城は破却された。

### 旧館山藩領の解体
館山藩の廃藩後、館山城の受け取りの任にあたった佐貫藩主内藤政長がそのまま安房一国の管理に当たった。元和4年（1618年）に幕府代官の手によって再検地が行われた安房国は、以後天領、旗本領、小藩、他国の藩の飛び地領に細分化され、安房一国を治めていた旧館山藩の規模を継承する藩は現れなかった。
旧館山藩領には、元和6年（1620年）に東条藩（1万石）、元和8年（1622年）に安房勝山藩（3万石）、寛永15年（1638年）に北条藩（1万石）と安房三枝藩（1万石）が成立している。ただし、安房勝山藩・北条藩を除いていずれも短命に終わっている。最大の安房勝山藩も藩主の相次ぐ早世によって寛永6年（1629年）に除封されているが、寛文8年（1668年）より酒井家を藩主として再び立藩され、1万2000石の藩として、江戸時代初期に成立した藩では唯一幕末まで存続する。

### 稲葉家時代
天明元年（1781年）9月、旗本稲葉正明は安房・上総国内で3000石の加増を受けた。正明は山城淀藩の分家の出身で、徳川家治のもとで小姓組番頭・御側申次と出世を重ねて田沼意次と共に権勢を振るった人物である。正明は旧領の7000石と合わせて1万石の諸侯に列し、館山藩が立藩された。
天明5年（1785年）1月、正明はさらに安房・上総国内で3000石を加増されて都合1万3000石となる。しかし、翌年に家治が没して意次が失脚すると、正明もその余波を受けて3000石を没収され、出仕停止処分となった。寛政元年（1789年）7月、正明は隠居して子の稲葉正武が後を継いだ。正武の代の寛政3年（1791年）、城山の南麓に館山陣屋が建設されている。正武は文化9年（1812年）3月に隠居して家督を子の稲葉正盛に譲ったが、正盛は文政2年（1819年）12月、大坂加番中に29歳で死去し、翌年に長男の稲葉正巳が後を継いだ。
正巳は有能な藩主であり、幕末期の動乱の中で徳川慶喜の信任を得て若年寄、老中格、海軍総裁、陸軍奉行、大番頭、講武所奉行などを歴任し、幕府海軍の創設や外交問題などに大きな功を挙げた。明治元年（1868年）の戊辰戦争では、正巳は幕府の役職を全て辞して隠退し、家督を稲葉正善に譲った上で新政府に恭順しようとしたが、榎本武揚率いる旧幕府海軍が館山湾から、上総請西藩などの旧幕府方が陸からそれぞれ侵攻してくるなど、館山藩は苦難を極めた。しかし正巳はこれを乗り切り、新政府に恭順した。
正善は翌年の版籍奉還で知藩事となった。

### 館山県
明治4年（1871年）の廃藩置県で館山藩は廃されて館山県となった。同年11月14日、館山県は木更津県に編入されて廃された。

## 歴代藩主

### 里見家
12万2000石 外様
1. 里見義康（よしやす）
2. 里見忠義（ただよし）

### 稲葉家
1万石→1万3000石→1万石 譜代
1. 稲葉正明（まさあき） 従五位下 越前守
2. 稲葉正武（まさたけ） 従五位下 播磨守
3. 稲葉正盛（まさもり） 従五位下 播磨守
4. 稲葉正巳（まさみ） 従四位下 兵部大輔
5. 稲葉正善（まさよし） 従五位下 備後守

明治17年（1884年）の華族令公布に伴い、稲葉正善は子爵に叙せられた。

## 幕末の領地
- 安房国
  - 長狭郡のうち - 11村（うち7村が花房藩、1村が安房上総知県事、3村が安房上総知県事を経て花房藩に編入）
  - 朝夷郡のうち - 2村（長尾藩に編入）
  - 平郡のうち - 4村（うち2村が長尾藩、2村が西尾藩に編入）
  - 安房郡のうち - 20村（うち3村が長尾藩、3村が安房上総知県事を経て長尾藩に編入）
- 上総国
  - 市原郡のうち - 1村（鶴舞藩に編入）
  - 長柄郡のうち - 4村（うち1村を花房藩、3村を安房上総知県事に編入）
- 下総国
  - 香取郡のうち - 2村（安房上総知県事に編入）

明治維新後、安房郡33村（旧幕府領5村、旧旗本領3村、旧前橋藩領2村、旧安房上総知県事領24村【内訳は旧幕府領18村、旧旗本領4村、旧船形藩領2村】）が加わった。なお相給が存在するため、村数の合計は一致しない。